# Mercantilismo
(Alberto Mingardi, L'intelligenza del denaro, pp. 141-142)

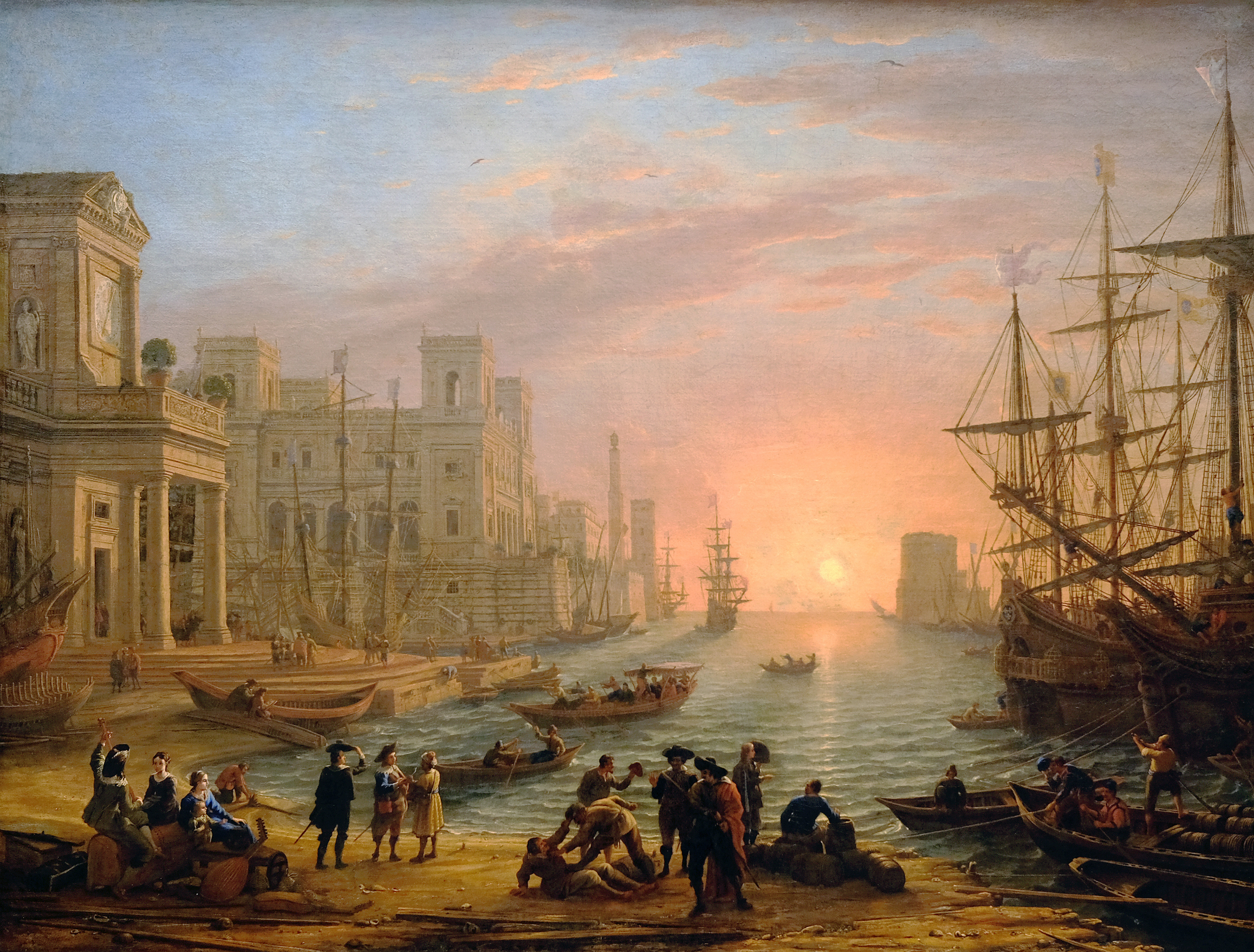
Seaport at sunrise, un porto marittimo francese dipinto da Claude Lorrain durante l'era del mercantilismo

Il mercantilismo fu la politica economica prevalente in Europa dal XVI al XVII secolo, basata sul concetto che la potenza di una nazione sia accresciuta dalla prevalenza delle esportazioni sulle importazioni (in termini economici di uso comune si parla di surplus commerciale).
Nelle società europee di quei secoli, dietro gli aspetti di uniformità del mercantilismo, furono attuate differenti politiche a seconda della specializzazione economica naturale (agricola, manifatturiera, commerciale) e all'idea di ricchezza (oro, popolazione, bilancia commerciale).

## Etimologia
Il termine deriva dal latino mercari, «commerciare», derivato dalla radice merx, «merce». Il marchese de Mirabeau fu il primo a usare il termine nel 1763, reso popolare a partire dal 1776 dall'economista Adam Smith.

## Storia della dottrina
Il mercantilismo divenne la scuola economica dominante nell'Europa della fine del Rinascimento e sino all'inizio dell'epoca moderna nel Settecento. L'economista e mercantilista italiano Antonio Serra è considerato il primo ad aver scritto un'opera di politica economica sul mercantilismo nel 1613 dal titolo Piccolo trattato sulla ricchezza e sulla povertà delle nazioni.
Il mercantilismo si è distinto nell'epoca moderna come una vera e propria forma di bullionismo: l'enfasi posta sui metalli monetari è stato uno stimolo economico nei secoli alla crescita della monetazione.
L'Inghilterra iniziò la prima politica mercantilista della sua storia in era elisabettiana (1558–1603) con teorici come Thomas Smith. L'effetto più chiaro di questa politica innovativa fu lo sforzo della corte di Elisabetta I (r. 1558–1603) di sviluppare una flotta mercantile e navale capace di sfidare la fortezza economica della Spagna ed espandere quindi in patria il concetto di accumulo di metalli preziosi. La regina Elisabetta stessa promosse l'approvazione del Trade and Navigation Acts, una legge per proteggere e promuovere il commercio navale inglese.
Lo sbarco del mercantilismo in Francia, che poi divenne una delle patrie più note di questa disciplina economica, avvenne quindi nel XVI secolo grazie a queste premesse sperimentate sul campo. Jean-Baptiste Colbert (intendente generale, 1661–1665; controllore generale delle finanze, 1661–1683) articolò ancor meglio quello che divenne noto come mercantilismo francese che fu liberalizzato all'epoca di Napoleone a inizio Ottocento.
Luigi XIV di Francia (r. 1643–1715) perseguì l'esempio proposto da Jean-Baptiste Colbert, suo controllore generale delle finanze dal 1665 al 1683
Gli studiosi sono concordi nel ritenere che in Europa il mercantilismo abbia iniziato a entrare in crisi alla fine del XVII secolo, dopo che la Compagnia britannica delle Indie orientali ebbe annesso il Bengala, uno dei suoi principali partner commerciali, situazione poi consolidata dalla creazione dell'India britannica attraverso le attività della stessa compagnia, alla luce di quanto proposto da Adam Smith (1723–1790) e da altri economisti dell'epoca Smith, come pure David Hume, Edward Gibbon, Voltaire e Jean-Jacques Rousseau furono i padri fondatori del pensiero anti-mercantilista.
Già nel 1690, il filosofo inglese Locke aveva notato come in realtà i prezzi variassero in proporzione alla quantità di denaro disponibile. Nel Secondo trattato di Locke, lo studioso aveva evidenziato come la ricchezza del mondo non fosse un elemento fisso, ma essa viene creata dal lavoro dell'uomo (rappresentato in embrione dalla teoria del valore del lavoro dello stesso Locke). I mercantilisti, a sua detta, non volevano comprendere nozioni come vantaggio assoluto e vantaggio comparativo e i benefici di un commercio libero.

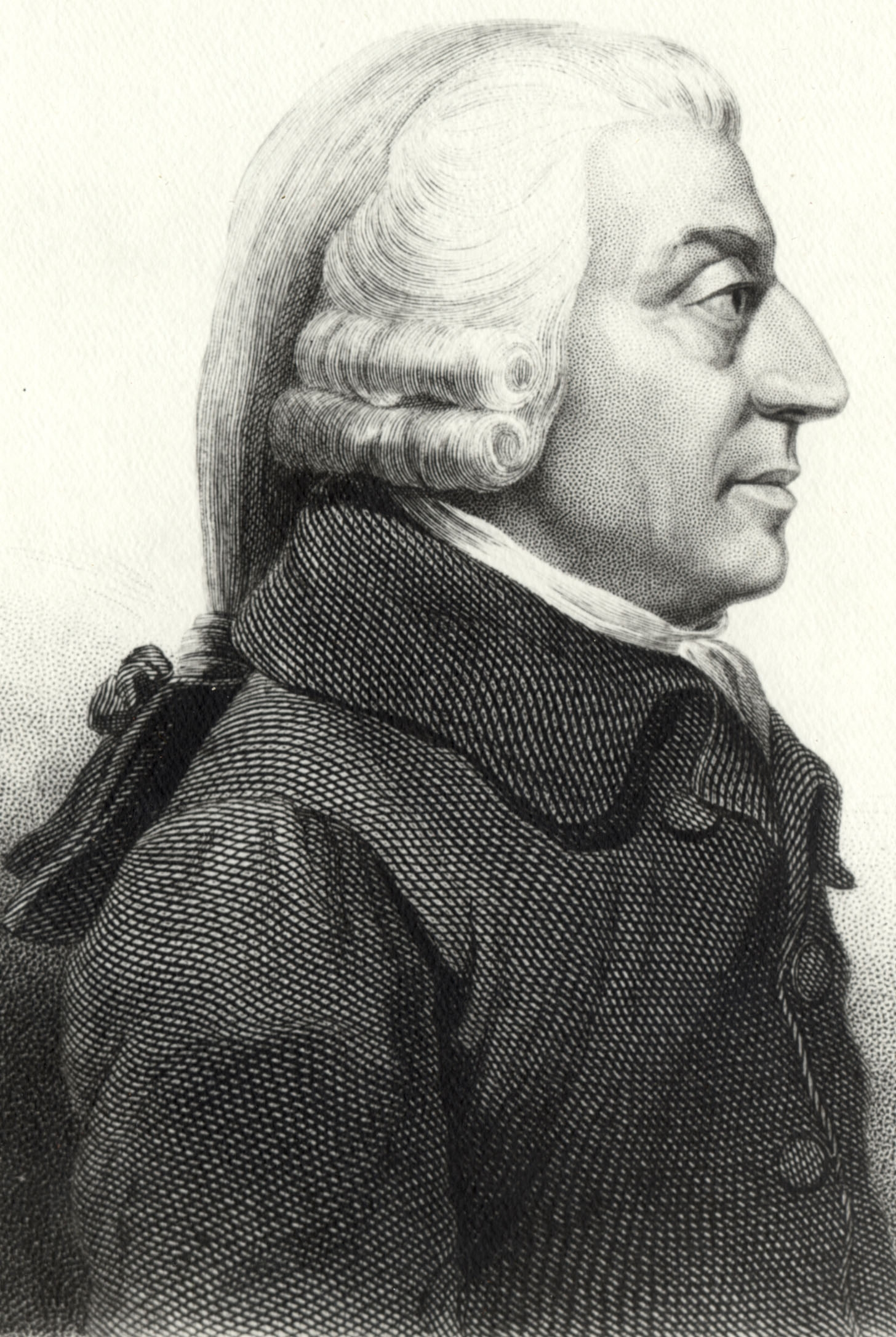
Gran parte de La ricchezza delle nazioni di Adam Smith è un attacco al mercantilismo.

Hume notò come non fosse possibile il raggiungimento dell'obbiettivo dei mercantilisti di un costante bilancio positivo di commercio. Col fluire di ricchezza verso un paese, ne crescerebbero tanti valori tra i quali la necessità di rifornimenti, e pertanto il valore della ricchezza in quello stato andrebbe progressivamente declinando.
Anche l'importanza posta nella ricchezza era un punto focale della riflessione degli anti-mercantilisti, in quanto essa non si basava solo ed esclusivamente sul possesso di oro e di argento, ma talvolta la ricchezza di una nazione si basava su altre tipologie di beni. Adam Smith notò come il centro del sistema mercantile fosse «la follia popolare di confondere la ricchezza col denaro». Charles Davenant, nel 1699 scriveva: «Oro e argento non sono la misura del commercio, bensì la sua origine, e in tutte le nazioni la vera ricchezza è rappresentata dai prodotti naturali o artificiali di quei paesi; ovvero quello che la terra ha da offrire o ciò che il lavoro e l'industria locali producono».
La prima scuola di pensiero a rigettare completamente le teorie mercantilistiche furono i fisiocratici francesi. Le loro teorie posero problemi di rilievo che però furono affrontati solo da Adam Smith nel 1776 con la pubblicazione de La ricchezza delle nazioni. Quest'opera delineò per la prima volta i fondamenti di quella che oggi è nota come economia classica, scagliandosi apertamente contro il mercantilismo.
Sulla fine del mercantilismo, a ogni modo, ancora oggi gli studiosi hanno un dibattito aperto. Alcuni credono che la teoria fosse semplicemente un errore che, una volta portato alla luce, dovette essere corretto con nuove teorie economiche più accurate. In Inghilterra, tra XVIII e XIX secolo, il mercantilismo venne sempre più sentito come una teoria economica ormai sorpassata, a vantaggio del laissez-faire economico proposto dal libero commercio di Smith. Sul resto del continente la situazione fu ben diversa: in Francia, ad esempio, l'economia continuò a rimanere saldamente ancorata nelle mani della famiglia reale, e il mercantilismo continuò perlomeno sino alla rivoluzione francese. In Germania, invece, il mercantilismo rimase un'importante ideologia nel corso del XIX e del XX secolo.

## Descrizione

### La riflessione economica
Il mercante, secondo la dottrina mercantilista, svincolata la propria condotta dalla morale comune, opera nel mondo secondo criteri razionali e consapevoli, dimostrando le proprie funzioni di commerciante, imprenditore, banchiere. L'attività del mercante si esplica in società fondate economicamente sul sistema agricolo, ma in cui c'è una stretta connessione tra attività economica e Stato; i mercanti operano accrescendo la ricchezza e il prestigio propri e di conseguenza del loro Stato, mentre quest'ultimo garantisce la stabilità, l'ordine pubblico e l'allargamento del mercato attraverso la politica di conquiste coloniali.
L'economia è dunque finalizzata all'interesse dello Stato, il quale a sua volta rappresenta un mezzo a disposizione dell'economia mercantile, grazie alle politiche di crescita economica e di espansione promosse e alla capacità del mercante di inserirsi in questo contesto.

### Politiche mercantiliste
Gli ideali mercantilisti si basavano su queste politiche:
- protezionismo dell'economia interna;
- proibizione alle colonie di commerciare con altre nazioni;
- bando dell'esportazione di oro e argento;
- sussidi per le esportazioni;
- promozione delle manifatture e delle industrie nazionali attraverso la ricerca e sussidi diretti;
- massimizzazione dell'uso delle risorse interne agli stati.

### Economisti mercantilisti
Gli economisti mercantilisti furono pensatori non sistematici, ragione non ultima della vittoria intellettuale dei successivi economisti liberisti, che attribuirono loro questo nome. Fra i principali pensatori del mercantilismo, diffuso in tutta Europa, si ricordano:
- gli italiani Giovanni Botero, Bernardo Davanzati e Antonio Serra; nel XVIII secolo Ferdinando Galiani;
- i francesi Jean Bodin, Antoine de Montchrétien e Jean-Baptiste Colbert;
- l'anglo-francese John Law;
- i britannici Josiah Child, Charles Davenant, Gerard de Malynes, Edward Misselden, Thomas Mun, William Petty; nel XVIII secolo James Steuart;
- l'anglo-olandese Bernard de Mandeville, autore de La favola delle api;
- lo statunitense Alexander Hamilton (nel XVIII secolo).

Il mercantilismo tedesco trattò soprattutto problemi fiscali e amministrativi ed è noto anche sotto il nome di cameralismo.

## Esempi di mercantilismo

### Francia

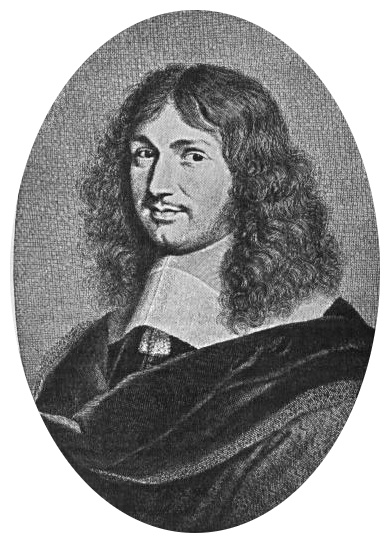
Il ministro delle finanze e mercantilista francese Jean-Baptiste Colbert che prestò servizio per oltre 20 anni alla corte di Luigi XIV.

Il mercantilismo crebbe in Francia all'inizio del XVI secolo, poco dopo il rafforzamento della monarchia alla guida dello stato. Già nel 1539, Francesco I di Francia aveva impedito l'importazione di lana dalla Spagna e dalle Fiandre per favorire la produzione interna alla Francia; l'anno successivo impose anche delle restrizioni sull'esportazione di metalli preziosi.
Per il resto del XVI secolo, furono introdotte altre misure protezionistiche. Il picco del mercantilismo francese si è raggiunto nel secolo successivo ed è associato alla figura di Jean-Baptiste Colbert, ministro delle finanze per 22 anni sotto il regno di Luigi XIV, al punto che il mercantilismo francese è sovente definito Colbertismo. Sotto la gestione di Colbert, il governo francese fu profondamente coinvolto nella gestione dell'economia nazionale, promuovendo l'esportazione di beni e applicando ancora una volta una politica protezionistica. Le varie industrie furono organizzate in gilde e monopoli di stato e la produzione fu regolata da oltre un centinaio di direttive statali che definirono come dovessero essere realizzati i vari prodotti, con quali materiali e secondo quali tecniche.
Per incoraggiare lo sviluppo di un'industria nazionale, furono invitati in Francia artigiani stranieri. Colbert lavorò anche per abbattere le barriere interne al commercio, riducendo le tariffe interne allo stato e costruendo un'estesa rete di strade e canali. Le politiche di Colbert ebbero un notevole successo, e il gettito economico della Francia crebbe considerevolmente in questo periodo, facendola diventare una delle potenze dominanti in Europa, pur dovendo confrontarsi in campo commerciale con potenze del calibro di Gran Bretagna e Paesi Bassi.

### Gran Bretagna

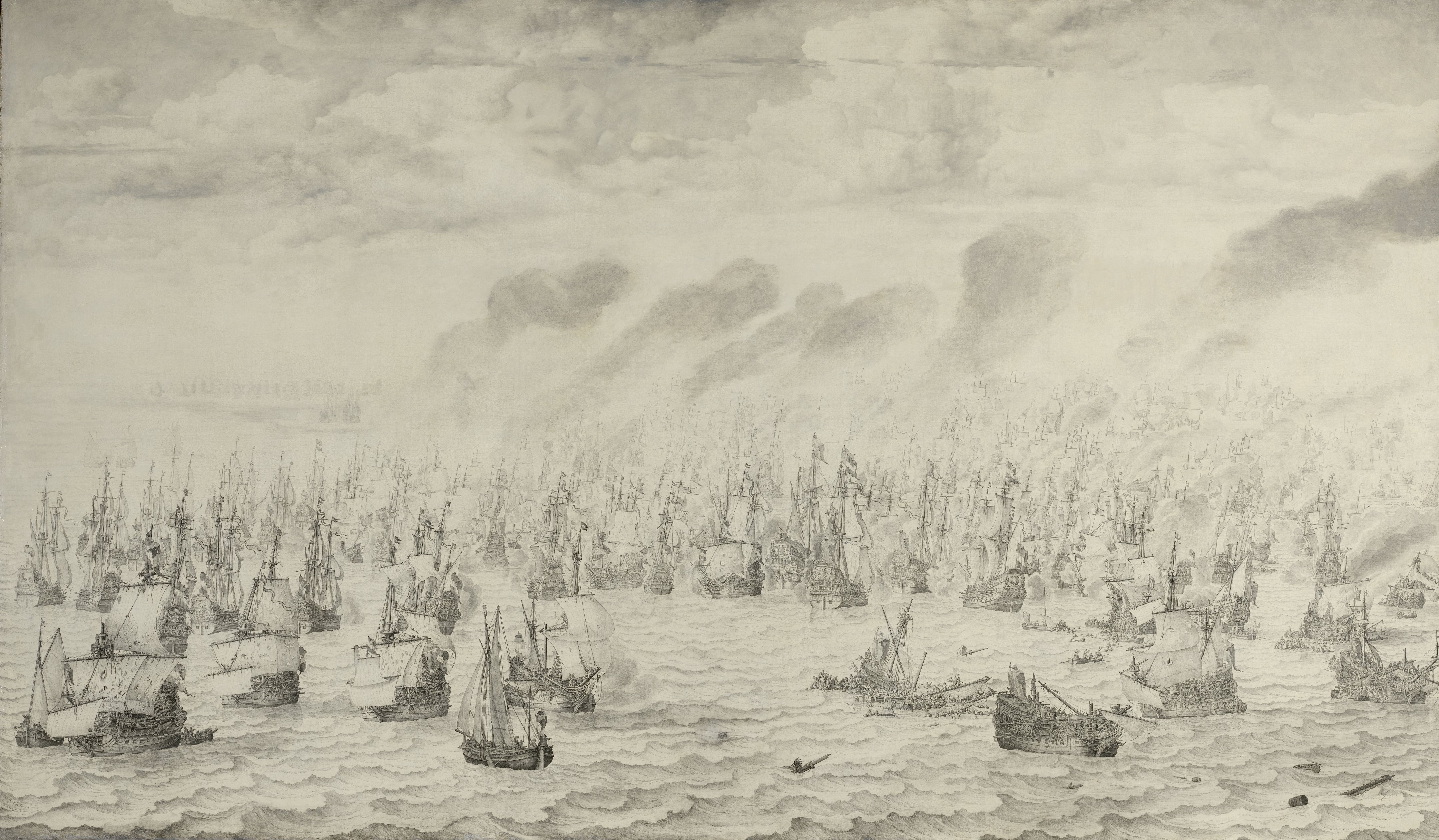
Le guerre anglo-olandesi vennero combattute tra inglesi e olandesi per il controllo delle principali vie commerciali di mare e di terra.

In Inghilterra, il mercantilismo raggiunse il suo picco massimo durante il governo del Long Parliament (1640–60). Le politiche mercantiliste erano già state abbracciate anche durante i periodi Tudor e Stuart, con personaggi come Robert Walpole che ne fu tra i principali promotori. In Gran Bretagna, il governo aveva il pieno controllo dell'economia domestica, mentre aveva meno controllo su quello esterno che dipendeva perlopiù dal parlamento e dalle sue decisioni.
Data la situazione coloniale particolarmente florida in Inghilterra, il mercantilismo inglese rese governo e mercanti soci con l'obbiettivo comune di incrementare il potere politico dello stato e la ricchezza personale dei singoli. Il governo protesse i propri mercanti attraverso una serie di barriere commerciali, regolamenti e sussidi alle industrie interne per massimizzare le esportazioni e minimizzare le importazioni nel regno. Il governo inglese, soprattutto in Nord America, dovette però fronteggiare il mercato nero che, in particolare nel XVIII secolo, spinse i coloni americani a commerciare anche con francesi, spagnoli e olandesi. Lo scopo del mercantilismo inglese era quello di gestire i surplus del commercio a beneficio del governo e per questo motivo i governi che si succedettero in Gran Bretagna nel corso del XVII e del XVIII secolo puntarono particolarmente sullo sviluppo della Royal Navy, che oltre a proteggere le colonie inglesi avrebbe messo in seria difficoltà altri imperi coloniali.

### Altri paesi

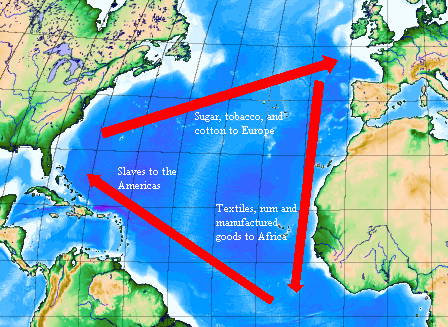
Il mercantilismo aiutò la creazione del cosiddetto commercio triangolare nell'Atlantico settentrionale, nel quale i materiali grezzi erano importati verso le metropoli e quindi lavorati e ridistribuiti ad altre colonie.

Ci furono altre nazioni europee, soprattutto a partire dal Seicento, ad abbracciare il mercantilismo. I Paesi Bassi, che erano divenuti il centro finanziario e una delle nazioni più efficienti sotto l'aspetto del commercio, si interessarono ben poco alle restrizioni del commercio imposte dalla dottrina mercantilista. Il mercantilismo si diffuse invece in Europa centrale e in Scandinavia dopo la Guerra dei Trent'anni (1618–48), sotto l'auspicio di personaggi come Cristina di Svezia, Jacob Kettler di Curlandia e Cristiano IV di Danimarca.
Gli imperatori asburgici si interessarono alle politiche mercantiliste, ma la vastità e la complessità del loro impero rese difficile l'applicazione di tali norme al commercio nazionale. Alcuni stati costituenti il Sacro Romano Impero, a ogni modo, abbracciarono il mercantilismo, come nel caso della Prussia, che però sotto il regno di Federico il Grande ebbe una delle economie più rigidamente controllate in Europa.
La Spagna beneficiò del mercantilismo per l'accumulo di materie preziose come oro e argento, tratti quasi esclusivamente dalle colonie del Nuovo Mondo. A lungo termine, però, l'economia spagnola collassò sotto il peso dell'inflazione causata da un così grande indotto di preziosi. Fu a quel punto che la Corona intervenne con misure più protezionistiche sui beni e sui servizi spagnoli, ma settori come l'industria tessile castigliana erano ormai irrimediabilmente compromessi. La pesante politica protezionista inaugurata dagli spagnoli, inoltre, creò dei problemi e carestie perché la maggior parte della terra in precedenza atta alle coltivazioni fu destinata all'allevamento delle pecore per la lana. La limitazione del commercio delle colonie spagnole imposto dalla madrepatria fu una delle ragioni che portarono alla secessione dell'Olanda dall'Impero spagnolo. Lo Stato spagnolo dichiarò bancarotta nel 1557, nel 1575 e nel 1596. Nel Settecento sul trono spagnolo salì il francese Filippo V, che cercò di importare anche nella sua nuova patria il colbertismo, collezionando qualche successo. La Russia di Pietro il Grande tentò di perseguire la politica economica del mercantilismo, ma non riuscì a ottenere grandi risultati per la mancanza sia di una classe borghese e mercantile sia di una base industriale per poter produrre.

## Guerra e imperialismo
Il mercantilismo fu a tutti gli effetti una versione economica della guerra e uno strumento per fare guerra tra gli stati in un'epoca come il Seicento, densa di conflitti. L'idea di poter mettere in ginocchio un'altra nazione anche tramite la limitazione del commercio, o l'arricchimento personale del proprio stato a spese di altri, nacque proprio col mercantilismo e con le sue leggi di mercato. Diversi conflitti, in particolare le guerre anglo-olandesi e le guerre franco-olandesi, possono essere direttamente connesse alle teorie mercantiliste.
In questa stessa epoca, il mercantilismo incentivò inoltre l'imperialismo, dal momento che molte furono le nazioni che spesero somme e sforzi significativi per conquistare nuove colonie che fossero fonti di oro (come in Messico) o zucchero (come nelle indie occidentali) o per ottenere mercati esclusivi. Il potere degli stati europei si spinse in tutto il mondo anche grazie ai monopoli di compagnie come la compagnia della baia di Hudson e la compagnia olandese delle indie orientali.
L'economista e sociologo marxista Giovanni Arrighi trovò nei suoi studi una connessione tra mercantilismo e guerra: «i coloni, la schiavitù capitalista ed il nazionalismo economico» divennero le condizioni fondamentali «per lo sviluppo del colonialismo».
In Francia, il metodo del commercio triangolare funzionò come continuazione del mercantilismo per tutto il Seicento ed il Settecento. Per massimizzare le esportazione e minimizzare le importazioni, i francesi si impegnarono alacremente nella rotta atlantica: Dalla Francia, all'Africa, alle Americhe e poi nuovamente in Francia. Portando gli schiavi africani a lavorare nel Nuovo Mondo, fu incrementata la forza lavoro e la Francia capitalizzava il risultato del lavoro schiavista con merci lavorate da rivendere sul mercato.
Il mercantilismo è un'arma che ancora oggi è utilizzata da alcune nazioni nell'ambito di alcuni conflitti che hanno uno sfondo economico, dal momento che l'uso di tariffe, sanzioni e restrizioni specifiche possono andare a colpire direttamente o indirettamente l'economia di una nazione ostile a uno stato o a una federazione di stati.